# Heleen Jaques
Heleen Jaques (Tielt, 20 aprile 1988) è un'ex calciatrice belga, di ruolo difensore.

## Carriera

### Club
Nata a Tielt, nelle Fiandre, inizia a giocare a calcio nel K.F.C. Lichtervelde. Tra 1994 e 2004 gioca nelle giovanili del KM Torhout. A 16 anni gioca per la prima volta in una prima squadra, disputando una stagione con lo SKOG Oostende. Nel 2005 passa al DVC Zuid West-Vlaanderen, rimanendovi tre stagioni. Dal 2008 al 2010 gioca con il Sint-Truiden, dove vince il suo primo trofeo, laureandosi campionessa di Belgio nel 2010.
Nel 2010 va a giocare per la prima volta all'estero, firmando con le tedesche dell'Herforder. Debutta il 15 agosto 2010, giocando dal 1' nella sconfitta interna per 2-0 contro il Bayern Monaco in Frauen-Bundesliga. Segna la sua unica rete il 27 febbraio 2011, quando realizza al 70' l'ultima rete nella sconfitta casalinga per 4-3 contro lo Jena. Chiude il campionato con 21 presenze e 1 gol, arrivando ultima e retrocedendo in 2. Frauen-Bundesliga.
Per il campionato 2011-2012 ritorna al Sint-Truiden, chiudendo al quarto posto in campionato. Nel 2012 si trasferisce di nuovo in Germania, al Turbine Potsdam. Esordisce il 3 ottobre 2012 in Champions League, giocando titolare nel successo in casa per 5-0 sulle sue connazionali dello Standard Liegi nel ritorno dei sedicesimi di finale. La prima in campionato la gioca invece una settimana dopo, partendo dal 1' nel successo interno per 5-1 sul Bad Neuenahr. Chiude la stagione con 9 presenze in prima squadra, dove arriva seconda in campionato e 8 con 1 gol in seconda, militante in Zweite Bundesliga.
Anche la sua seconda esperienza tedesca dura una sola stagione, perché nel 2013 fa ritorno in patria, al Club YLA. In nerazzurro disputa la BeNe League, campionato belga-olandese, nel quale fa il suo esordio il 30 agosto, partendo dall'inizio nello 0-0 in casa contro l'Ajax. Va a segno per la prima volta il 14 marzo 2014, quando apre le marcature nel 2-2 casalingo contro il Gent. Chiude i due campionati giocati rispettivamente in dodicesima e undicesima posizione, con uno score di 43 gare giocate e 5 reti.
Nel 2015, dopo la chiusura della BeNe League e il ritorno ai rispettivi campionati nazionali, Jaques va a giocare nella capitale belga, all'Anderlecht. Rimane con la società di Bruxelles per tre stagioni, chiuse rispettivamente con il terzo, il secondo e, al termine della stagione 2017-2018, con il primo posto in classifica in Super League.
Durante il calciomercato estivo 2018 la Fiorentina annuncia di aver sottoscritto un accordo con Jaques per indossare la maglia viola per la stagione entrante.
Cambia squadra la stagione successiva, approdando nel luglio 2019 al Sassuolo, altra squadra di Serie A.
Dopo 2 stagioni in Italia torna in Patria per la stagione 2020-2021, accasandosi al Gent.

### Nazionale

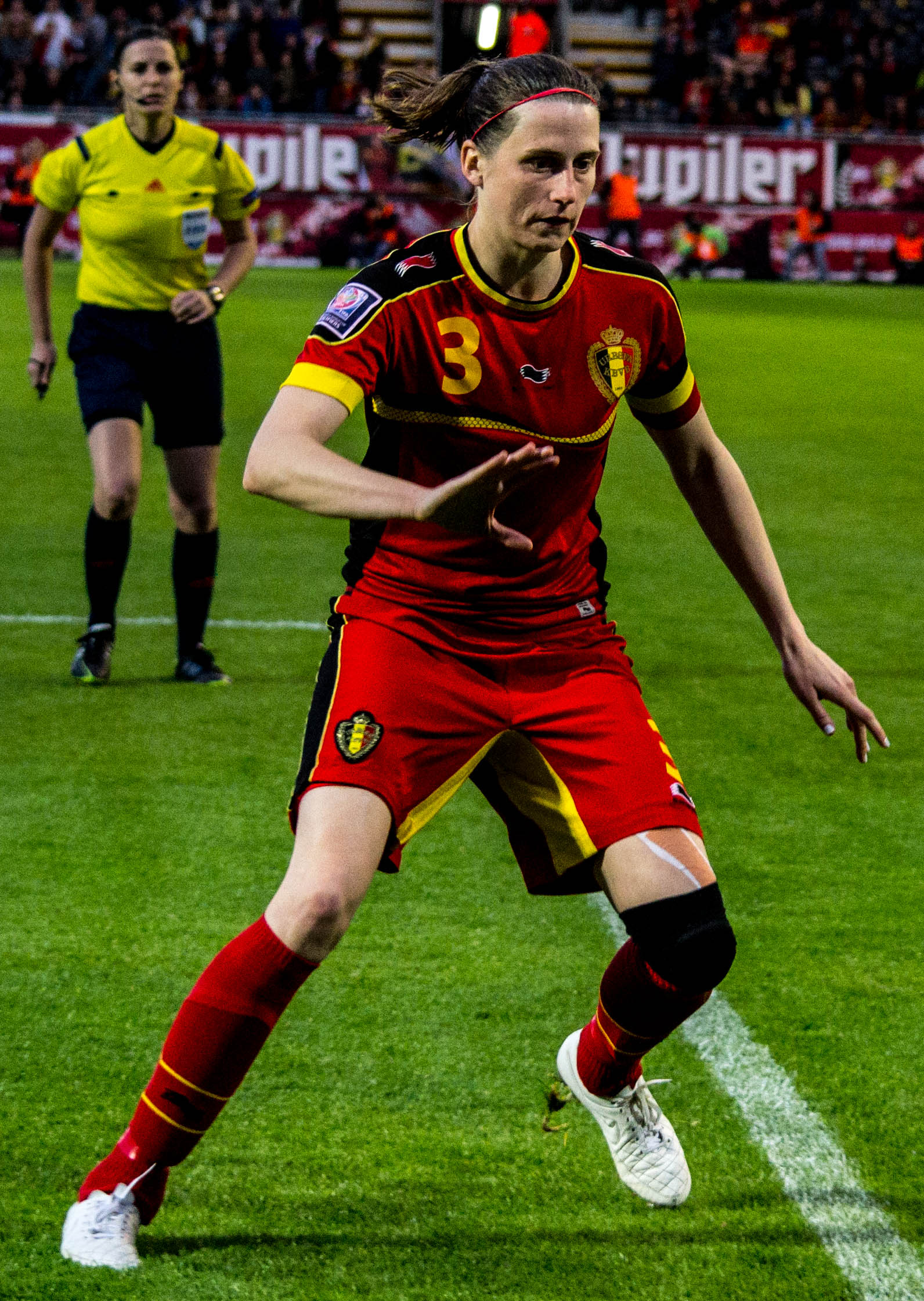
Jaques nel 2014 con la nazionale belga

Inizia a giocare nelle nazionali giovanili belghe nel 2005, a 17 anni non ancora compiuti, quando esordisce con l'Under-17, dove ottiene tre presenze tra aprile e maggio 2005.
Tra 2005 e 2007 gioca in Under-19, disputando un totale di 9 gare.
Nel 2007 il commissario tecnico Anne Noë la convoca per la prima volta in nazionale maggiore, facendola esordire il 5 maggio, a 19 anni, nelle qualificazioni all'Europeo 2009 in Finlandia, schierandola titolare nella sconfitta esterna per 1-0 contro la Svizzera a Bulle.
Il 16 settembre 2015 segna il suo primo gol con il Belgio, realizzando al 79' la rete del definitivo 5-0 nell'amichevole giocata a Tubize contro la Polonia.
Nel 2017 il CT belga Ives Serneels la inserisce nella lista delle 23 per gli Europei nei Paesi Bassi, prima partecipazione di sempre per le Red Flames, che escono al girone, chiudendo terze dietro a Paesi Bassi e Danimarca, poi finaliste, ma davanti alla Norvegia, battuta 2-0 nella seconda gara del torneo. Jaques è impiegata in tutte e tre le partite.

## Palmarès

### Club

#### Competizioni nazionali
- Supercoppa italiana: 1

Fiorentina: 2018
- Super League: 1

Anderlecht: 2017-2018
- Division 1 (calcio femminile Belgio): 1

Sint-Truiden: 2009-2010